# Spiros Spiru
Spiros Spiru (gr. Σπύρος Σπύρου ur. 6 czerwca 1958 w Palekitro) – cypryjski lekkoatleta, średniodystansowiec, uczestnik igrzysk olimpijskich w 1988.
Na Igrzyskach wystartował w biegu na 800 metrów, lecz odpadł w eliminacjach. Startował również w biegu na 1500 m, gdzie doszedł do półfinału. W półfinale zajął 10. miejsce, jednak to nie wystarczyło, żeby awansować do finału.
Rok później wystartował w igrzyskach małych państw Europy. Zdobył złote medale w biegach na 800 i 1500 m.

## Rekordy życiowe
- Bieg na 800 metrów – 1:47,17 (1983) rekord Cypru
- Bieg na 1500 metrów – 3:39,76 (1983) rekord Cypru